# Kima reimoseri
Kima reimoseri là một loài nhện trong họ Salticidae.
Loài này thuộc chi Kima. Kima reimoseri được Roger de Lessert miêu tả năm 1927.